# Oh my wish!/スカッとMy Heart/今すぐ飛び込む勇気
『Oh my wish!/スカッとMy Heart/今すぐ飛び込む勇気』（オー・マイ・ウィッシュ!/スカッとマイ・ハート/いますぐとびこむゆうき）はモーニング娘。の59枚目のシングル。「モーニング娘。'15」（-ワンファイブ）名義で2015年8月19日に発売された。

## リリース
初回生産限定盤A・B・C・通常盤A・B・Cの6形態で発売。
初回生産限定盤A・B・CはDVDが同梱。
初回生産限定盤A・B・Cはイベント抽選シリアルナンバーカードが封入。
初回仕様通常盤A・B・Cにはトレーディングカード（通常盤A：「Oh my wish!」衣裳のソロ13種+集合1種よりランダムにて1枚、通常盤B：「スカッとMy Heart」衣裳のソロ13種+集合1種よりランダムにて1枚、通常盤C：「今すぐ飛び込む勇気」衣裳のソロ13種+集合1種よりランダムにて1枚）が封入。

## 楽曲解説
「Oh my wish!」
センターは鈴木香音、工藤遥。メインボーカルは鈴木香音、佐藤優樹、工藤遥、小田さくら。メンバーがダンスチームと歌チームに分かれてパフォーマンスをするという初の構成であり、ダンスチームを譜久村聖、生田衣梨奈、鞘師里保、石田亜佑美が、歌チームをそれ以外のメンバーが担当する。間奏の語りは尾形春水と羽賀朱音が担当。鞘師、鈴木が卒業し、13期メンバー加入後は、鈴木に代わり、譜久村がセンターに、ダンスチームに加賀楓が選ばれている。
「スカッとMy Heart」
センターは鞘師里保。メインボーカルは鞘師里保、佐藤優樹、小田さくら。2015年7月8日の「ハロ！ステ」で曲が初公開された。
曲調についてはメンバーの譜久村聖、鞘師里保は「ディスコ調」、作詞・作曲のつんくは「ファンク系」としている。
衣装はセーラー服を基調としたマリンルックとなっている。PVでは生田衣梨奈がハンドスプリングを披露している。
「今すぐ飛び込む勇気」
センターは佐藤優樹、野中美希。メインボーカルは譜久村聖、鞘師里保、佐藤優樹、野中美希。
本作ではこの曲のみつんくが関わっておらず、シャ乱Qメンバーのたいせいが初めてモーニング娘。に楽曲提供を行っている。

## 収録曲

### 初回生産限定盤A・通常盤A
CD
1. Oh my wish! [4:27]
作詞・作曲：つんく、編曲：大久保薫
2. スカッとMy Heart [初回生産限定盤A：4:05、通常盤A：4:07]
作詞・作曲：つんく、編曲：鈴木俊介
3. 今すぐ飛び込む勇気 [4:35]
作詞：児玉雨子/三浦徳子、作曲：泰誠、編曲：浜田ピエール裕介
4. Oh my wish! (Instrumental) [4:27]
5. スカッとMy Heart (Instrumental) [4:05]
6. 今すぐ飛び込む勇気 (Instrumental) [4:36]

初回生産限定盤A付属DVD
1. Oh my wish! (Music Video)

### 初回生産限定盤B・通常盤B
CD
1. スカッとMy Heart [4:05]
2. 今すぐ飛び込む勇気 [4:35]
3. Oh my wish! [4:27]
4. スカッとMy Heart (Instrumental) [4:05]
5. 今すぐ飛び込む勇気 (Instrumental) [4:34]
6. Oh my wish! (Instrumental) [4:28]

初回生産限定盤B付属DVD
1. スカッとMy Heart (Music Video)

### 初回生産限定盤C・通常盤C
CD
1. 今すぐ飛び込む勇気 [4:35]
2. Oh my wish! [4:27]
3. スカッとMy Heart [4:05]
4. 今すぐ飛び込む勇気 (Instrumental) [4:34]
5. Oh my wish! (Instrumental) [4:27]
6. スカッとMy Heart (Instrumental) [4:07]

初回生産限定盤C付属DVD
1. 今すぐ飛び込む勇気  (Music Video)

## 参加メンバー
- 9期：譜久村聖、生田衣梨奈、鞘師里保、鈴木香音
- 10期：飯窪春菜、石田亜佑美、佐藤優樹、工藤遥
- 11期：小田さくら
- 12期：尾形春水、野中美希、牧野真莉愛、羽賀朱音

## 参加ミュージシャン
Oh my wish!
- Keyboard & Programming：大久保薫
- Chorus：鞘師里保

スカっとMy Heart
- Guitar & Programming：鈴木俊介
- Chorus：鞘師里保、佐藤優樹、ALISA

今すぐ飛び込む勇気
- Guitar & Programming：浜田ピエール裕介
- Violin:室屋光一郎
- Chorus：ALISA